# Широка страна моя
«Широка́ страна́ моя́» — первый в СССР кинофильм, снятый в 1958 году в панорамной кинематографической системе «Кинопанорама», — способе съёмки кинофильмов и показа их на сильно изогнутом экране больших размеров, создающем у зрителей иллюзию «присутствия» при действиях, происходящих на экране.

## Сюжет
Фильм в документальном стиле показывает жизнь советских людей.

## История
Панорамная съёмка и проекция впервые были осуществлены французским режиссёром Абелем Гансом. В 1927 он поставил фильм «Наполеон». Фильм был снят одновременно на трёх киноплёнках и демонстрировался посредством трёх кинопроекционных аппаратов на экране, состоявшем из трёх граничащих друг с другом плоских экранов. Панорамное кино получило известность с 1952 года, когда в США была создана система панорамного кино «Cinerama» (Ф. Уоллер и Л. Томас (см. en:Lowell Thomas)) и поставлен ряд фильмов. Подобная же система была разработана в 1957 году в СССР (так называемая «Кинопанорама», руководитель Е. М. Голдовский), и было снято и показано несколько экспериментальных фильмов. Первый из них был поставлен легендарным кинодокументалистом Романом Карменом. В 1958 году ему поручается создание первого панорамного фильма. Им стала лента «Широка страна моя», которую он создал вместе со своим другом поэтом Евгением Долматовским.